# George von Livonius
George Friedrich Christian Livonius, seit 1860 von Livonius, (* 13. Februar 1792 in Wüsten-Buchholz; † 27. Januar 1867 in Dürkheim) war ein deutscher Rittergutsbesitzer und Parlamentarier.

## Leben

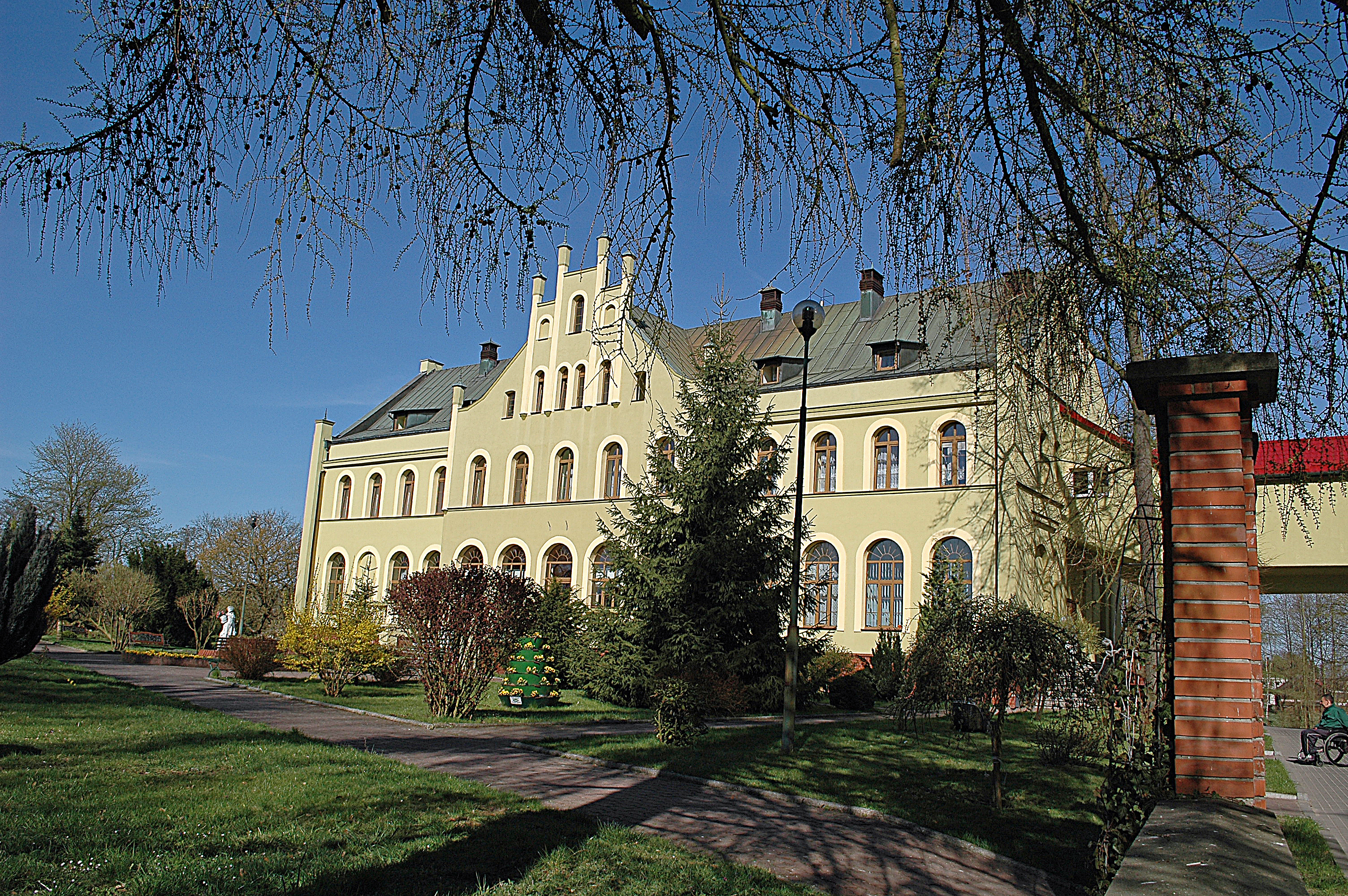
Schloss Hammerstein

George Livonius war königlich preußischer Amtsrat und Deputierter, bewirtschaftete als Landwirt seine Güter Scherbitz, Skeuditz, Seegenfelde (Kreis Deutsch Krone), Idashof, Franzenshof, Fernheide und Hansfelde (Kreis Schlochau). Er baute für seine Familie um 1850 das „Schloss Hammerstein“ im westpreußischen Hammerstein (Kreis Schlochau, heute polnisch Czarne) auf dem Gelände der ehemaligen Ordensburg (heute polnisch Powiat Człuchowski).
Livonius saß von 1849 bis 1853 als Abgeordneter des Wahlkreises Konitz, Deutsch Krone, Flatow, Schlochau, Schwetz im Preußischen Herrenhaus. George Livonius wurde am 10. März 1860 in den erblichen Adelsstand erhoben.

### Familie
George Livonius war ein Sohn des königlich preußischen Oberamtmanns Daniel Georg Livonius und dessen Ehefrau Margarete Livonius geborene Zenner. Er war mit Wilhelmine geb. Bethe (* 20. Mai 1781 in Dramburg; † 11. Mai 1840 in Behle) verheiratet. Aus der Ehe gingen zehn Kinder hervor, darunter:
- Sophie Margarete von Livonius (* 5. Oktober 1819 in Treptow (polnisch Trzebiatów)) heiratete am 4. September 1841 Johann Matthias Gierse.
- George Robert von Livonius (* 7. April 1822 in Treptow Trzebiatów; † 31. Mai 1902 in Hirschberg) heiratete am 14. Dezember 1849 Agnes von Randow.

George heiratete in erster Ehe 1841 Adelheid von Randow, und 1846 in zweiter Ehe Hedwig von Randow. Nach deren Ableben heiratete er 1850 Ida von Damitz, die sich 1860 von ihm scheiden ließ.

## Schriften
- (gemeinsam mit Oeconimicus Mertens): Das preußische Eisenbahnnetz, mit besonderer Beziehung auf die östlichen Provinzen. Berlin 1846.